# 팝캡 게임스
팝캡 게임스(PopCap Games)는 EA의 게임 브랜드로. 본사는 미국 워싱턴주 시애틀에 있다. 2000년 존 베치(John Vechey), 브라이언 핏(Brian Fiete), 제이슨 캐펄카(Jason Kapalka)가 설립했으며 현재 200명이 넘는 직원을 거느릴 정도로 성장했다.
대부분의 팝캡 게임은 게임을 일정 부분을 무료로 즐길 수 있고 완전한 버전은 돈을 내고 구입하는 방식이다. 팝캡 게임의 대표작 비쥬얼드(Bejeweled)는 모든 플랫폼을 통틀어 5천만개 이상이 판매되었다. 팝캡 게임은 웹, PC, 맥, 엑스박스, 엑스박스 360, 플레이스테이션 3, Zeebo, 휴대폰, PDA, 아이팟 클래식, 아이폰 터치 등의 휴대기기에서 플레이할 수 있다.

## 회사의 발전

### 2000년 - 2007년 7월
팝캡 게임스는 2000년 존 베치(John Vechey), 브라이언 핏(Brian Fiete), 제이슨 캐펄카(Jason Kapalka)가 설립했다. 팝캡은 인터넷 게임 사이트에서 사업 힌트를 얻었다. 팝캡의 첫 게임 비쥬얼드는 여러 색상의 보석을 움직여 가로세로에 같은 색깔의 보석 3개를 맞추는 게임으로 2001년 출시되어 엄청난 돌풍을 일으켰다. 비쥬얼드는 거의 모든 플랫폼으로 출시되었으며 미국 컴퓨터 게이밍 월드 잡지의 2002년 명예의 전당 상을 수상하였다.
2005년 팝캡은 시애틀에 있는 캐주얼 게임 개발사인 스프라웃 게임스(Sprout Games)를 인수하였다. 스프라웃 게임스는 주위의 작은 물고기를 먹어 덩치를 키우는 피딩 프랜지(Feeding Frenzy)라는 인기 게임을 개발했으며 후속편 피딩 프랜지 2도 제작하였다.. 스프라웃 게임스를 설립한 제임스 거츠만(James Gwertzman)은 팝캡에서 사업 개발 이사(Director of Business Development)를 맡고 있다.
2006년 8월 22일 팝캡은 밸브(Valve)의 스팀(Steam) 사이트에 팝캡의 게임을 제공한다고 발표하였으며 2006년 8월 30일부터 17개의 팝캡 게임이 스팀 사이트에 공급되었다. 팝캡 게임은 스팀에서도 일정 기간 동안 무료로 플레이해 본 후 게임을 구입하는 방식으로 판매된다.

### 2007년 7월 - 현재
팝캡은 2007년 7월 온라인 게임 포탈을 운영하는 캐주얼 게임 개발 회사 스핀탑 게임스(SpinTop Games)와 레트로64(Retro64)를 연달아 인수하며 사업을 확장했다. 이 인수 후 팝캡은 팝캡 게임스 로고에서 게임스를 빼는 것으로 로고를 고쳤다. 팝캡의 프리미업 게임들은 팝캡이 운영하는 웹사이트에서 인수한 개발사 구분없이 판매 게임 리스트에 올라있다.
2009년 5월 5일 발매를 시작한<플랜츠vs좀비>가 히트를 치고, 2010년 12월 7일 <비쥬얼드 3>를 발매를 확정하며 제2의 전성기를 보내고 있다
2011년 EA에 인수당했다.

## 팝캡 게임스 프레임워크
팝캡 게임스 프레임워크(PopCap Games Framework)의 공식 명칭은 섹시앱 프레임워크(SexyApp Framework)로, 팝캡이 발표한 C++ 게임 개발 킷이다. 이것으로 프로그래머는 손쉽게 팝캡 스타일의 게임을 제작할 수 있으며 완성된 게임은 팝캡을 통해 판매할 수 있다. 팝캡 프레임워크는 제한된 자유 라이선스로, 공식적으로는 윈도우 플랫폼에서만 작동하지만 맥으로 변환도 가능하다. 팝캡 프레임워크는 리눅스로의 포팅도 진행 중이다.

## 게임
- 비쥬얼드
- 비쥬얼드 2
- 인사니쿠아리움!
- 플랜츠 vs. 좀비